# العلاقات الناوروية النيكاراغوية
العلاقات الناوروية النيكاراغوية هي العلاقات الثنائية التي تجمع بين ناورو ونيكاراغوا.

## مقارنة بين البلدين
هذه مقارنة عامة ومرجعية للدولتين:
| وجه المقارنة                                              | ناورو                          | نيكاراغوا        |
| --------------------------------------------------------- | ------------------------------ | ---------------- |
| المساحة (كم2)                                             | 21                             | 130.38 ألف       |
| عدد السكان (نسمة)                                         | 10.08 ألف                      | 6.22 مليون       |
| الكثافة السكانية (ن./كم²)                                 | 48.00 ألف                      | 47.71            |
| العاصمة                                                   | ضاحية يارين                    | ماناغوا          |
| اللغة الرسمية                                             | اللغة الناورونية، لغة إنجليزية | اللغة الإسبانية  |
| العملة                                                    | دولار أسترالي                  | كوردبا نيكاراغوا |
| الناتج المحلي الإجمالي (بليون دولار)                      | 113.88 مليون                   | 13.81 مليار      |
| الناتج المحلي الإجمالي (تعادل القوة الشرائية) بليون دولار | 162.98 مليون                   | 31.63 مليار      |
| الناتج المحلي الإجمالي الاسمي للفرد دولار أمريكي          | 9.83 ألف                       | 2.09 ألف         |
| الناتج المحلي الإجمالي للفرد دولار أمريكي                 |                                | 4.92 ألف         |
| مؤشر التنمية البشرية                                      |                                | 0.631            |
| رمز المكالمات الدولي                                      | +674                           | +505             |
| رمز الإنترنت                                              | .nr                            | .ni              |
| المنطقة الزمنية                                           | ت ع م+12:00                    | 00               |

## منظمات دولية مشتركة
يشترك البلدان في عضوية مجموعة من المنظمات الدولية، منها:
| علم المنظمة | اسم المنظمة                   | تاريخ انضمام ناورو | تاريخ انضمام نيكاراغوا |
| ----------- | ----------------------------- | ------------------ | ---------------------- |
|             | منظمة الشرطة الجنائية الدولية | ?                  | ?                      |
|             | يونسكو                        | 17 أكتوبر 1996     | 22 فبراير 1952         |
|             | منظمة حظر الأسلحة الكيميائية  | ?                  | ?                      |
|             | الاتحاد البريدي العالمي       | ?                  | ?                      |
|             | الأمم المتحدة                 | 14 سبتمبر 1999     | 24 أكتوبر 1945         |
|             | الاتحاد الدولي للاتصالات      | 10 يونيو 1969      | 12 مايو 1926           |

## وصلات خارجية
- موقع وزارة الخارجية النيكاراغوية